# Epigelasma rhodostigma
Epigelasma rhodostigma är en fjärilsart som beskrevs av Claude Herbulot 1954. Epigelasma rhodostigma ingår i släktet Epigelasma och familjen mätare. Inga underarter finns listade i Catalogue of Life.